# Daniel Wells junior

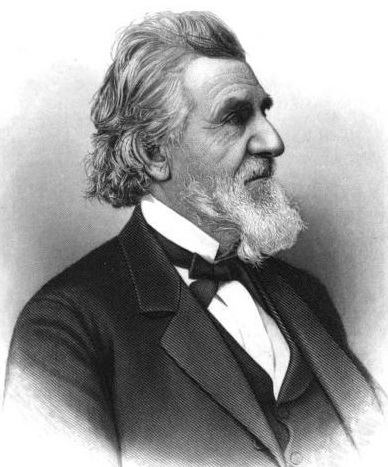
Daniel Wells junior

Daniel Wells junior (* 16. Juli 1808 in West Waterville, Kennebec County, Massachusetts; † 18. März 1902 in Milwaukee, Wisconsin) war ein US-amerikanischer Politiker. Zwischen 1853 und 1857 vertrat er den Bundesstaat Wisconsin im US-Repräsentantenhaus.

## Werdegang
Daniel Wells wurde 1808 in West Waterville geboren, das damals noch ein eigenständiger Ort in Massachusetts war und heute zur Stadt Oakland im Staat Maine gehört. Er besuchte die öffentlichen Schulen seiner Heimat und arbeitete danach selbst als Lehrer. In Palmyra wurde er im Handel tätig. Im Jahr 1838 zog Wells nach Milwaukee, wo er im Bank- und Holzgeschäft arbeitete. Politisch wurde er Mitglied der Demokratischen Partei.
Zwischen 1838 und 1840 war Wells Mitglied im Regierungsrat des Wisconsin-Territoriums. Bei den Kongresswahlen des Jahres 1852 wurde er im ersten Wahlbezirk von Wisconsin in das US-Repräsentantenhaus in Washington, D.C. gewählt, wo er am 4. März 1953 die Nachfolge von Charles Durkee antrat. Nach einer Wiederwahl konnte er bis zum 3. März 1857 zwei Legislaturperioden im Kongress absolvieren. Diese waren von den Ereignissen und Diskussionen im Vorfeld des Bürgerkrieges geprägt. Zwischen 1953 und 1955 war Wells Vorsitzender des Ausschusses zur Kontrolle der Ausgaben des Außenministeriums.
1856 verzichtete Wells auf eine erneute Kandidatur. In den folgenden Jahren engagierte er sich im Eisenbahngeschäft. Dabei war er im Vorstand von drei Eisenbahngesellschaften. Zwei davon leitete er als Präsident. Politisch hat sich Wells nach seinem Ausscheiden aus dem US-Repräsentantenhaus nicht mehr betätigt. Er starb am 18. März 1902 in Milwaukee.